# Questa bicirrata
Questa bicirrata är en ringmaskart som beskrevs av Giere och Erséus 1998. Questa bicirrata ingår i släktet Questa och familjen Questidae. Inga underarter finns listade i Catalogue of Life.